# Ivan Kuylakov
Ivan Kuylakov (né le 22 février 1986) est un lutteur gréco-romain russe.

## Palmarès

### Championnats du monde
- Médaille d'argent  en catégorie des moins de 60 kg en 2013 à Budapest

### Championnats d'Europe
- Médaille d'argent  en catégorie des moins de 60 kg en 2013 à Tbilissi